# Саблина, Анна Александровна
А́нна Алекса́ндровна Са́блина (в девичестве — Зубарева, 22 февраля 1945, Челябинск) — советская конькобежка, участница Олимпийских игр. Мастер спорта международного класса.

## Карьера
На зимней Олимпиаде 1968 года Анна участвовала в беге на 3000 метров и заняла 8-е место.

## Личная жизнь
Замужем за заслуженным тренером РСФСР Юрием Саблиным.